# The White Zombie
The White Zombie (Originaltitel: White Zombie) ist ein Horrorfilm von Victor Halperin aus dem Jahr 1932. Er gilt als erster Zombiefilm.

## Handlung
Madeleine und Neil wollen auf dem Anwesen ihres Freundes Beaumont auf Haiti heiraten. Beaumont hat die Einladung jedoch nicht selbstlos ausgesprochen: Er ist in Madeleine verliebt und will sie ganz und gar besitzen. Der Besitzer einer nahen Zuckermühle namens Legendre verwandelt Madeleine nach Beaumonts Wunsch in einen Zombie. Der Mühlenbesitzer hat Erfahrung in diesen Dingen, eine ganze Riege dieser untoten Sklaven muss schließlich bei ihm arbeiten. Der Bräutigam macht sich zusammen mit einem Missionar auf, um seine willenlose Verlobte zu retten.

## Hintergrund
Der Film benutzt Splitscreen-Darstellungen am Ende des Films und führte den Point-of-View-Shot in das Genre des Horrorfilms ein.

## Kritiken
- Das Lexikon des internationalen Films schreibt: „Ein nach Jahren der Vergessenheit verspätet zum Klassiker des Gruselfilms der 30er Jahre erhobener Genrefilm, der seine Atmosphäre zum poetischen Schauermärchen verdichtet und in seinen besten Momenten reinen Surrealismus bietet.“[2]

- Die Augen seien das Leitmotiv des Films, schreibt Ekkehard Knörer im Jump Cut Magazin: zu Beginn die stechenden Augen Legendres, dann die toten Augen der Zombies, gefolgt von dem Versuch, Madeleines Augen wiederzubeleben. Die Kamera nehme die POV-Perspektive ein, um dies zu verdeutlichen, gleichzeitig schaffe sie damit eine kritische, reflektorische Distanz zur filmischen Repräsentation.[3]

## Sonstiges
Die Band White Zombie wählte ihren Namen als Hommage an den Film.
Der amerikanische Metalgitarrist Kirk Hammett (Metallica) hat ein Signature-Modell der Gitarrenmarke ESP, welches das Poster des Filmes auf dem Body zeigt.